# Frederik von Weiberg
Frederik von Weiberg (Weyberg) (død 21. juli 1720) var en dansk diplomat.
Weiberg var søn af overkammertjener, hof- og livskrædder hos kong Christian V Herman Weiberg eller Weigber og Anna Lorentzen og fødtes antagelig omkring år 1670. Ifølge landkansler Christian Heinrich Friccius' optegnelser anså samtidige ham for at være en naturlig søn af overkammerjunker Adam Levin Knuth, hvem han skyldte den store protektion, der blev ham til del. Han studerede i Holland og holdt 1685 ved universitetet i Utrecht en latinsk mindetale over enkedronningen. 1687 fik han pas til udlandet for at uddanne sig videre. Han var hofjunker, da han 1693 optoges i adelstanden sammen med søsteren Anna Margrethe Weiberg (gift med højesteretsassessor Hans von Voscamp). Weiberg spillede en fremtrædende rolle i det højere københavnske selskabsliv, thi i hans hjem, siger en samtidig, lægen Johann Conrad Wolfen, forsamledes hoffets fornemste, mest dannede og lærde mænd, blandt andre Christian Siegfried von Plessen, Knuth, Christian von Lente, Ditlev Vibe, Jens Juel og andre. 1702 var han, dengang kammerjunker, akkrediteret hos hertug Georg Vilhelm af Celle og udnævntes året efter, med titel af etatsråd, til dansk gesandt i Wien og kort efter til generalauditør i Landetaten, men han kom næppe til at fungere i den sidstnævnte stilling. Weiberg, der 1706 tog Hertugdømmet Holsten til len af kejseren, var i årene 1704-09 særlig beskæftiget med forhandlingerne vedrørende det danske hjælpekorps i østrigsk tjeneste. 1710 afløstes han som envoyé i Wien af Giambattista Velo, men tiltrådte atter stillingen året efter og beklædte den indtil sin død. 1714 blev han Hvid Ridder. 1718 deltog han i den store votering om den politiske stilling. Weiberg døde 1720 og begravedes på den protestantiske kirkegård i Wien. Behandlingen af hans bo, der forsegledes af det kejserlige hofmarskallat, hvorimod den afdødes søstersøn protesterede, affødte lange diplomatiske stridigheder.